# Jennifer Banko

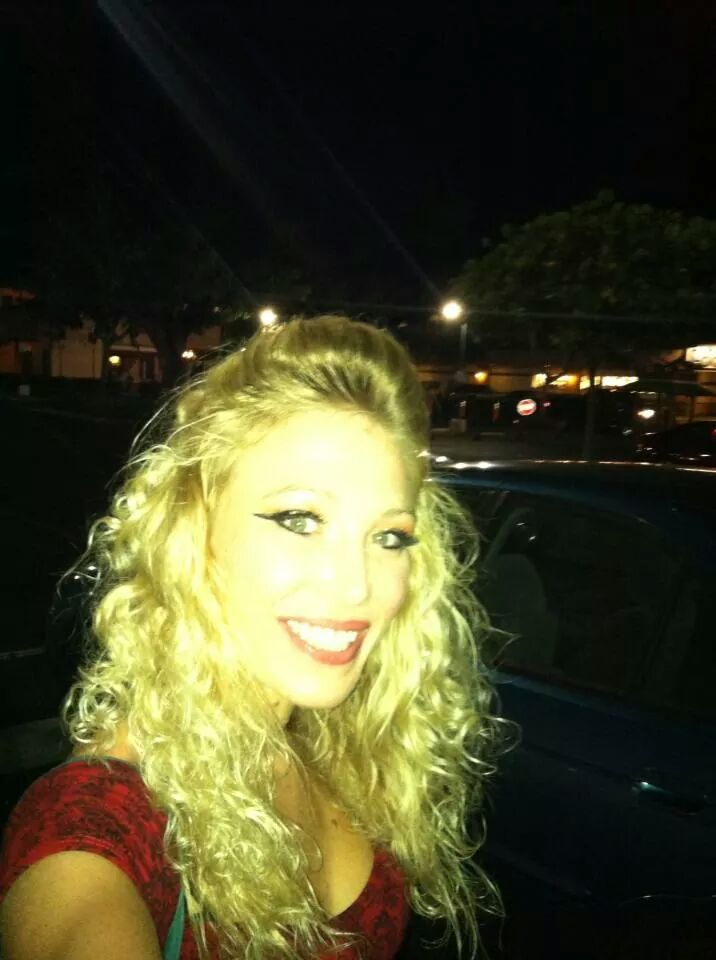
Jennifer Banko

Jennifer Banko (* 8. November 1978 in Riverside, Kalifornien) ist eine US-amerikanische Filmschauspielerin.

## Leben
Jennifer Banko hatte ihre ersten Film- und Fernsehauftritte als Kinderdarstellerin. Für ihre Rolle als „junge Tina“ im Horrorfilm Freitag der 13. Teil VII – Jason im Blutrausch wurde sie für einen Young Artist Award nominiert.
1996 spielte sie „Spike“ im Actionfilm Barb Wire. 1997 wirkte sie in den Serien L.A. Affairs und Sunset Beach mit. Die nächsten Jahre hatte sie nur noch sporadische Auftritte.

## Filmografie (Auswahl)
- 1988: Freitag der 13. – Jason im Blutrausch (Friday the 13th Part VII: The New Blood)
- 1990: Der große Kampf der kleinen Janice (Why, Charlie Brown, Why?, Zeichentrick-Kurzfilm, Stimme)
- 1990: Leatherface: Texas Chainsaw Massacre III
- 1996: Barb Wire
- 1997: L. A. Affairs (Fernsehserie, 8 Folgen)
- 1997: Sunset Beach (Fernsehserie, 14 Folgen)
- 2014: Catch of the Day
- 2021: 13 Fanboy